# Frédérik Gauthier
Frédérik „Freddy“ Gauthier (* 26. April 1995 in Laval, Québec) ist ein kanadischer Eishockeyspieler, der zuletzt bis zum Ende der Saison 2024/25 beim HK Witjas aus der Kontinentalen Hockey-Liga (KHL) unter Vertrag gestanden und dort auf der Position des Centers gespielt hat. Zuvor war Gauthier unter anderem für die Toronto Maple Leafs, Arizona Coyotes und New Jersey Devils in der National Hockey League (NHL) aktiv.

## Karriere
Frédérik Gauthier wurde in Laval geboren und wuchs im benachbarten Saint-Lin–Laurentides auf, wo er in seiner Jugend für die Association du Hockey Mineur des Gaulois de St-Lin des Laurentides in der regionalen Juniorenliga aktiv war. Anschließend besuchte er das Collège Esther-Blondin und spielt für deren Eishockeyteam, die Phénix. Parallel dazu nahm der Angreifer 2011 an den Canada Games teil, bei denen er mit der Auswahl seiner Heimatprovinz Québec die Silbermedaille gewann. Erste internationale Erfahrungen sammelte Gauthier über den Jahreswechsel 2011/12, als er das Team Canada Québec bei der World U-17 Hockey Challenge 2012 vertrat. Am Ende dieser Spielzeit wurde der Center im Entry Draft der Ligue de hockey junior majeur du Québec (LHJMQ) an 40. Position von den Océanic de Rimouski ausgewählt, für die er mit Beginn der Spielzeit 2012/13 in der höchsten Juniorenliga Québecs auflief. In seiner ersten Saison kam Gauthier auf 60 Scorerpunkte in 62 Spielen, wurde zum CHL Top Prospects Game eingeladen und am Saisonende ins All-Rookie Team der LHJMQ gewählt. Nachdem er mit der U18-Nationalmannschaft Kanadas bei der U18-Weltmeisterschaft 2013 die Goldmedaille gewonnen hatte, wählten ihn die Toronto Maple Leafs im NHL Entry Draft 2013 an 21. Position aus.
Obwohl die Maple Leafs Gauthier im November 2013 mit einem Einstiegsvertrag ausgestattet hatten, verblieb der Angreifer zwei weitere Jahre in der LHJMQ, wobei er vor allem die Saison 2014/15 erfolgreich gestaltete. Über den Jahreswechsel errang der Kanadier mit der U20-Auswahl bei der U20-Weltmeisterschaft 2015 die Goldmedaille, bevor er mit den Océanic de Rimouski die Playoffs um die Coupe du Président gewann. Zudem wurde er mit der Trophée Guy Carbonneau als bester defensiver Stürmer der Liga ausgezeichnet.
Zur Saison 2015/16 wechselte Gauthier in die Organisation der Maple Leafs und wurde vorerst bei deren Farmteam, den Toronto Marlies, in der American Hockey League (AHL) eingesetzt, bis er im März 2016 für die Maple Leafs in der National Hockey League (NHL) debütierte. Mit Beginn der Spielzeit 2016/17 pendelte Gauthier regelmäßig zwischen NHL und AHL und gewann mit den Marlies am Ende der Saison 2017/18 den Calder Cup. Zur Saison 2018/19 etablierte er sich schließlich im Aufgebot der Maple Leafs. Sein auslaufender Vertrag wurde jedoch nach der Spielzeit 2019/20 nicht verlängert, sodass er sich seither als Free Agent auf der Suche nach einem neuen Arbeitgeber befindet. Im Januar 2021 schloss er sich vorerst auf Probe (professional tryout contract) den Arizona Coyotes an, was wenig später in ein festes Engagement mündete. Dort kam er größtenteils im Farmteam bei den Tucson Roadrunners zu Einsätzen. Auf dieselbe Weise erhielt er im Oktober desselben Jahres einen Einjahresvertrag bei den New Jersey Devils, wo er aber hauptsächlich für den Kooperationspartner Utica Devils auflief.
Im August 2022 begann Gauthier mit dem Wechsel zum Schweizer Klub HC Ajoie ein neues Kapitel in seiner Laufbahn. Der Kanadier verbrachte bei Ajoie zwei Spielzeiten, ehe er zur Saison 2024/25 für ein Jahr zum HK Witjas aus der Kontinentalen Hockey-Liga (KHL) wechselte.

## Erfolge und Auszeichnungen
| - 2013 Teilnahme am CHL Top Prospects Game - 2013 LHJMQ All-Rookie Team - 2015 Coupe-du-Président-Gewinn mit den Océanic de Rimouski | - 2015 Trophée Guy Carbonneau - 2018 Calder-Cup-Gewinn mit den Toronto Marlies |

### International
- 2011 Silbermedaille bei den Canada Games
- 2013 Goldmedaille bei der U18-Weltmeisterschaft
- 2015 Goldmedaille bei der U20-Weltmeisterschaft

## Karrierestatistik
Stand: Ende der Saison 2024/25

### International
Vertrat Kanada bei:
| - Canada Games 2011 - World U-17 Hockey Challenge 2012 - U18-Junioren-Weltmeisterschaft 2013 | - U20-Junioren-Weltmeisterschaft 2014 - U20-Junioren-Weltmeisterschaft 2015 |

(Legende zur Spielerstatistik: Sp oder GP = absolvierte Spiele; T oder G = erzielte Tore; V oder A = erzielte Assists; Pkt oder Pts = erzielte Scorerpunkte; SM oder PIM = erhaltene Strafminuten; +/− = Plus/Minus-Bilanz; PP = erzielte Überzahltore; SH = erzielte Unterzahltore; GW = erzielte Siegtore; 1 Play-downs/Relegation; Kursiv: Statistik nicht vollständig)